# پاتریشا راوتلج
پاتریشا راوتلج (انگلیسی: Patricia Routledge؛ زادهٔ ۱۷ فوریهٔ ۱۹۲۹) بازیگر اهل بریتانیا است. وی از سال ۱۹۵۲ میلادی تاکنون مشغول فعالیت بوده‌است.
از فیلم‌ها یا برنامه‌های تلویزیونی که وی در آن نقش داشته‌است، می‌توان به نیکلاس نیکلبی اشاره کرد.